# Theodor Billroth
Theodor Billroth (teljes nevén: Christian Albert Theodor Billroth) (Bergen auf Rügen (Németország), 1829. augusztus 28. – Abbázia (Osztrák–Magyar Monarchia), (ma Opatija (Horvátország), 1894. február 6.) német születésű osztrák orvos, egyetemi tanár, a 19. század második felének kiemelkedő, úttörő sebésze.

## Életpályája
Karl Theodor Billroth (1800–1834) lelkipásztor és neje, Christina Nagel (1808–1851) gyermeke. Nagyapja, Johann Christian Billroth Greifswald polgármestere volt. Thoedor Billroth Greifswaldban folytatta tanulmányait, majd 1853-tól 1860-ig Charitében dolgozott [forrás?]. Carl von Langenbuch tanonca volt és Bécsben gyakorolta a sebészetet az Allgemeine Krankenhausban (bécsi főkórház) fősebészként.[forrás?] 1859-től a zürichi, 1867-től a Bécsi Egyetem tanára volt. Kiváló sebészeti munkássága mellett Theodor Billroth szenvedélyes zenész, igazi hegedűvirtuóz volt. Johannes Brahms közeli barátja volt. (Levelezésük 1935-ben jelent meg.

## Munkássága
- Eredményesen küzdött a sebészi antiszepszis és aszepszis elterjesztéséért.
- Elsőként végzett nyelőcsőműtétet (1871 körül[9]), gégeműtétet (1873).[10]
- A leghíresebb eredménye a tudománytörténet első sikeres gyomorcsonkolása (gasztrektómia) volt, amelyet 1881-ben hajtott végre, a gyomor rákos daganata miatt. (A nehézségeket jellemzi, hogy egyes beszámolók szerint Billrothot majdnem halálra kövezték Bécs utcáin, miután az első betege meghalt a gyomorcsonkolásos a műtét után.
- Billroth vezette be a kombinált éter - kloroform altatást.
- Tanárként is nagyban hozzájárult a sebészet korszerű irányzatának kialakításához. Tanítványai közé tartoztak pl. Alexander von Winiwarter vagy Jan Mikulicz-Radecki. William Halsted úttörő rezidensképzési programja nagyban befolyásolta Billrothot saját sebészoktatási módszerének kialakításában.

## Emlékezete
- Sírja a Wiener Zentralfriedhofban található.[11]
- A mai Billrothstrasse 17 alatt létesült 1998 után a Billrothhaus, tudományos könyvtárral, kávézóval; házi koncertek színhelye.
- Szülőhelyén 1896-ban neveztek el utcát az emlékezetére.
- Bécs 19. kerületében utcát neveztek el róla (Billrothstraße); itt található a Billrothgymnasium.
- Utcanevek őrzik emlékét Bremenben, Grazban, Hamburgban és Salzburgban is.
- Az Österreichische Gesellschaft für Chirurgie díjat alapított a tiszteletére[12]

## Képgaléria

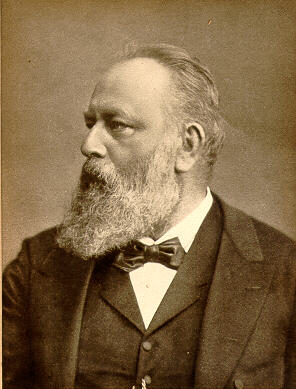
Fénykép Theodor Billrothról, 1887
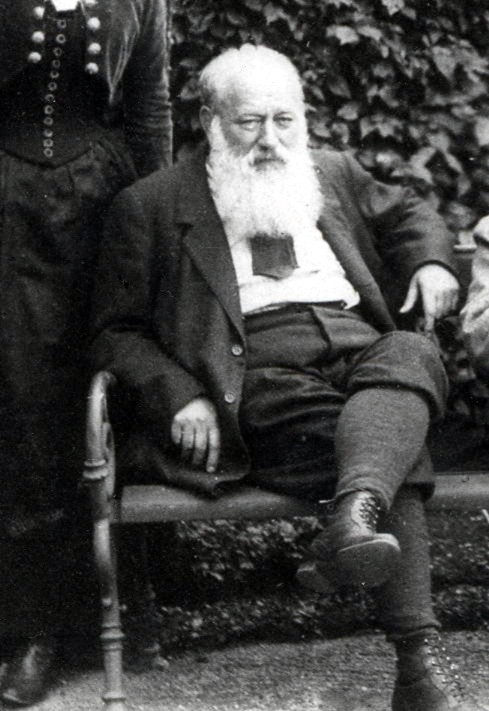
Fénykép Theodor Billrothról, 1892
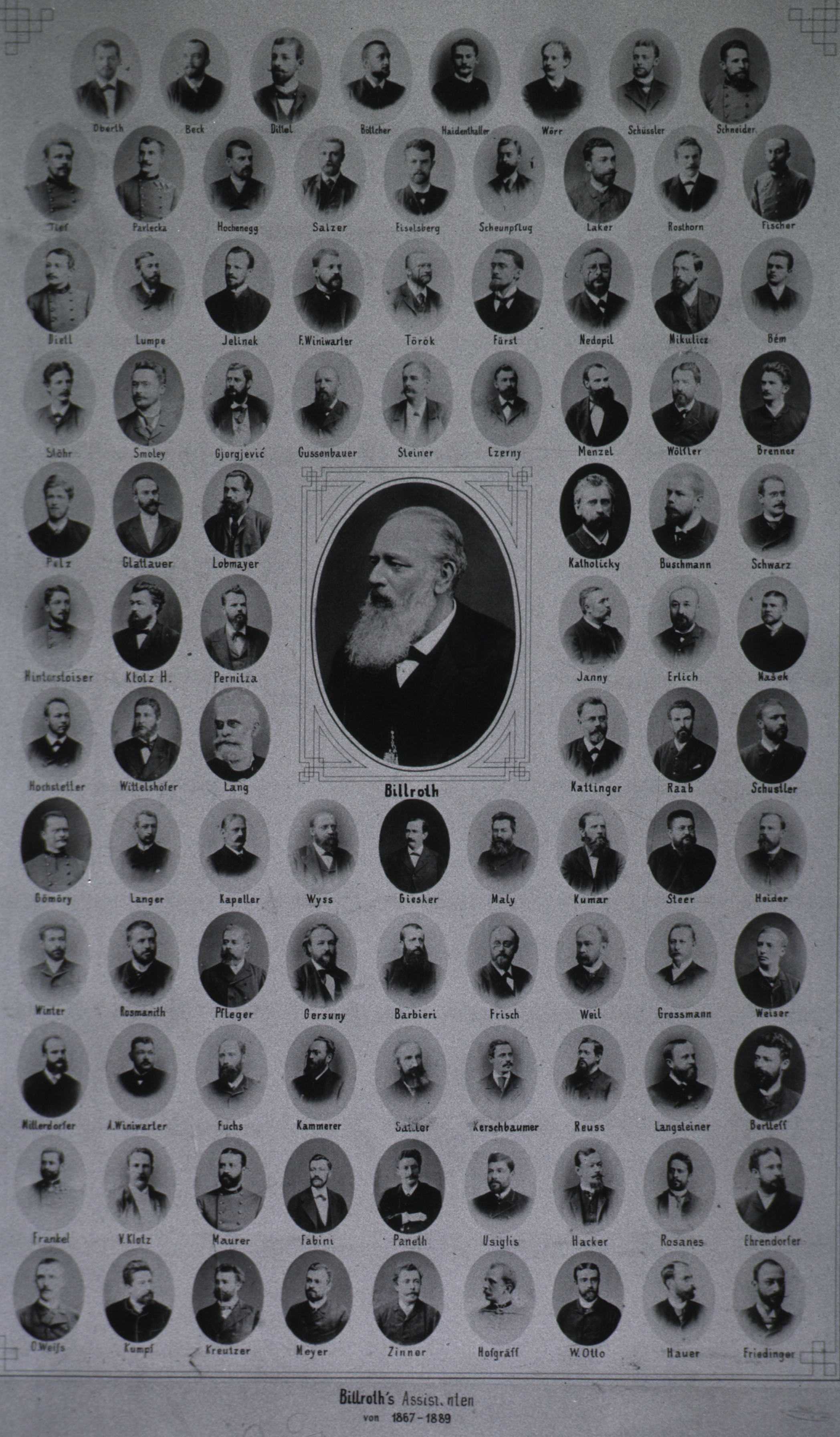
Tabló Billrothról, egykori asszisztensei körében
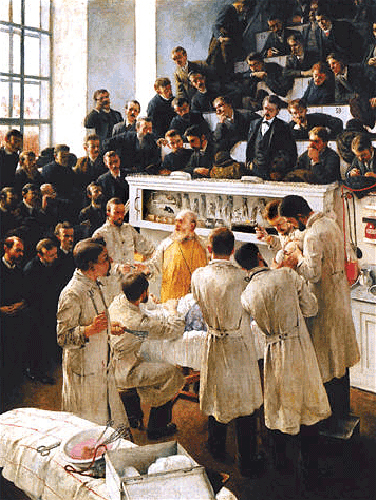
Billroth az előadóteremben, 1880 körül
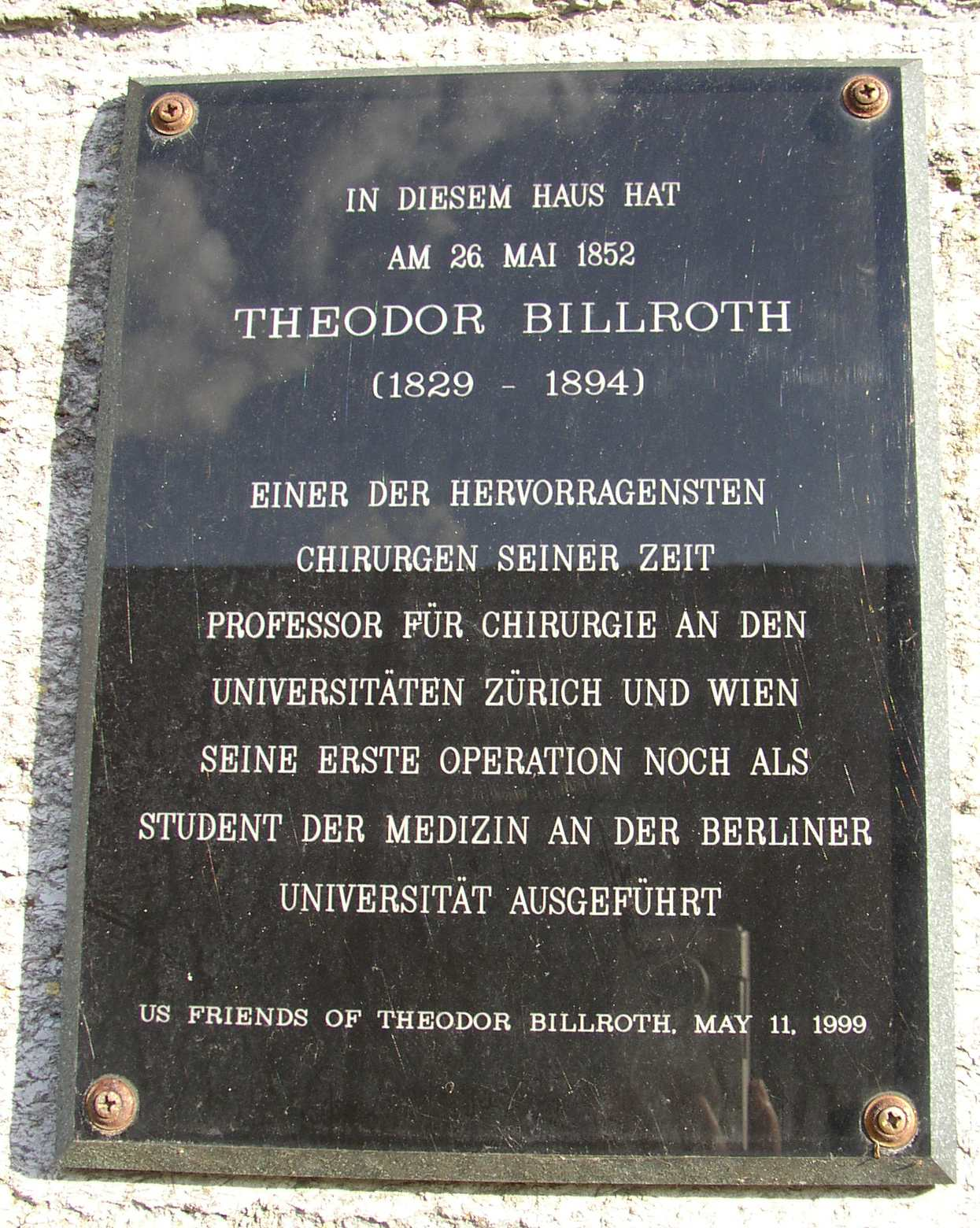
Emléktáblája, Kremmen-Staffelde
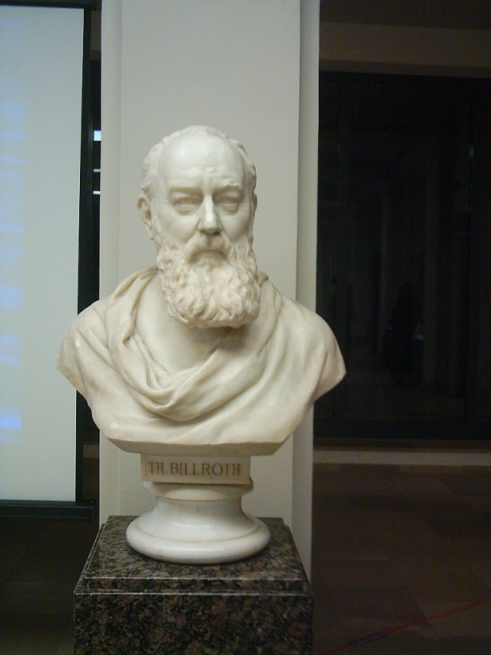
Márvány mellszobra a Langenbeck-Virchow-Hausban (Caspar von Zumbusch alkotása, 1892)

## Művei (válogatás)

### Magyarul megjelent művei
- Az általános sebészeti kór- és gyógytan 50 előadásban (1866)
- A betegápolás otthon és a kórházban (1882)

### Egyéb művei
- De natura et causa pulmonum affectionis quae nervo utroque vago dissecto exoritur. Dissertation, Universität Berlin 1852
- Historische und kritische Studien über den Transport der im Felde Verwundeten und Kranken auf Eisenbahnen. Wien, 1874.
- Die Krankenpflege im Hause und im Hospitale. Ein Handbuch für Familien und Krankenpflegerinnen. Wien 1881.
- Über das Lehren und Lernen der medizinischen Wissenschaften an den Universitäten der deutschen Nation, nebst allgemeinen Bemerkungen über Universitäten. Wien 1876
- Untersuchungen über die Entwicklung der Blutgefässe, nebst Beobachtungen aus der königlichen chirurgischen Universitäts-Klinik zu Berlin. Habilitation, Universität Berlin 1856
- Wer ist musikalisch? Wagner, Hamburg 1985, ISBN 3-88979-000-3 (Repr. d. Ausg. Berlin 1896)